# Henry Nourse
Pour les articles homonymes, voir Nourse.
Henry Nourse, second du nom (né le 23 avril 1857, mort le 6 octobre 1942) est une personnalité sud-africaine, homme d'affaires, militaire et dirigeant sportif.

## Biographie
Né dans une ferme du district de Uitenhage, il participe au trek avec sa famille jusqu'à la colonie du Natal en tant qu'enfant, puis étudie à la Maritzburg High School et, à seulement 13 ans, part pour les Diamond Fields de Kimberley pour y chercher fortune. Sur place il rencontre Cecil Rhodes et contribue à la fondation du Kimberley Light Horse, sous la capitainerie de Joseph Robinson. Sur la suggestion de l'administrateur du Griqualand Ouest, il part pour le Transvaal et arrive à Pretoria en 1877, peu avant son annexion par sir Theophilus Shepstone. Durant la guerre zouloue, il commande le Ferreira's Horse et pendant la première guerre des Boers, il fonde et commande le Nourse's Horse. En 1882, il est envoyé par sir Hercules Robinson, gouverneur de la colonie du Cap, au Bétchouanaland pour faire rapport et si possible pour réconcilier les chefs en guerre. Après cette première guerre, Nourse et Ignatius Ferreira exploitent un service de courrier postal de Kimberley à Pretoria, Lydenburg, Barberton et Newcastle. Il retourne en 1884 à Pretoria pour remporter le marché postal gouvernemental, sous le nom de Dow & Company. Il continue de prospecter en fondant de nombreuses compagnies minières d'or et de charbon autour du Witwatersrand, comme la Kambula Gold Mining Company et la Henry Nourse Gold Mining Company (qui deviendra une partie du Central Mining group).
Lors de la seconde guerre des Boers (1899-1902), Nourse est lieutenant-colonel, officier d'état-major des forces coloniales du Cap et sert sous Lord Kitchener. Il élève ensuite des chevaux après la guerre, sur une très large échelle, et devient un spécialiste des courses de chevaux. Ayant été athlète dans sa jeunesse, il encourage le développement du sport et devient le président de la South African Amateur Athletic and Cycling Association, président de l'Olympic Cameo Committee et membre exécutif du Jockey Club of South Africa. Il a épousé Jacobs Petronella Preller, fille de l'avocat  J.C. Preller, premier maire de Pretoria, sans enfant de leur mariage.